# Buchenroedera jacottetii
Buchenroedera jacottetii är en ärtväxtart som beskrevs av Schinz. Buchenroedera jacottetii ingår i släktet Buchenroedera och familjen ärtväxter. Inga underarter finns listade i Catalogue of Life.